# Двоенская волость
Двоенская волость — волость в составе Егорьевского уезда Рязанской губернии, с 1922 года Егорьевского уезда Московской губернии, существовавшая до 1929 года.

## История
Двоенская волость существовала в составе Егорьевского уезда Рязанской губернии. Административным центром волости была деревня Двойни. В 1922 году Егорьевский уезд был включен в состав Московской губернии.
22 июня 1922 года волость была укрупнена путём присоединения к ней части селений Васильевской (деревня Ларинская), Парыкинской (деревни Дмитровка и Полбино) и Бережковской волости (деревни Барсуки, Лобаново, Маловская, Чигорево, Щеголево, Юрьево).
В ходе реформы административно-территориального деления СССР в 1929 году Двоенская волость была упразднена.

## Состав
На 1885 год в состав Двоенской волости входило 2 села и 15 деревень.
| Вид     | Наименование        | Население, чел. (1885 год) | Население, чел. (1905 год) |
| ------- | ------------------- | -------------------------- | -------------------------- |
| деревня | Гора                | 311                        | 405                        |
| деревня | Скорнево            | 366                        | 446                        |
| деревня | Тимохино            | 862                        | 994                        |
| деревня | Никитинская         | 26                         | 26                         |
| деревня | Демидово            | 311                        | 415                        |
| деревня | Митяковские выселки | 38                         | 53                         |
| деревня | Иншаково            | 424                        | 671                        |
| деревня | Кумово              | 188                        | 224                        |
| деревня | Песье               | 62                         | 93                         |
| деревня | Подрядниково        | 331                        | 439                        |
| деревня | Букишино            | 130                        | 183                        |
| деревня | Астанино            | 107                        | 93                         |
| село    | Завражье            | 54                         | 46                         |
| село    | Воронцево           | 34                         | 26                         |
| деревня | Варлыгино           | 241                        | 273                        |
| деревня | Двойни              | 753                        | 973                        |
| деревня | Фильчаково          | 339                        | 448                        |

К 1929 году в состав волости входили 12 сельсоветов: Астанинский, Горский, Двоенский, Дмитровский, Иншаковский, Ларинский, Подрядниковский, Полбинский, Тимохинский, Фильчаковский, Юрцовский и Юрьевский.

## Землевладение
Население составляли 36 сельских общин. Из них 33 общины бывших помещичьих крестьян, 2 государственных и одна полных собственников. Форма владения землей в 7 общинах была подворная, в остальных общинная.10 общин делили землю по ревизским душам, 18 по наличным работникам. Луга делились ежегодно.
Некоторые общины арендовали вненадельную, преимущественно луговую землю. Домохозяева, имевшие арендную землю, составляли около 17% всего числа домохозяев волости.

## Сельское хозяйство
Почва была супесчаная или песчаная, реже суглинистая. Луга были суходольные, в некоторых общинах болотистые и кочковатые. Лес в 16 общинах дровяной, в 6 мелколесье или кустарник, а в 14 общинах леса не было. Крестьяне сажали рожь, овёс, гречиху и картофель. В некоторых общинах овса не сеяли. Топили дровами и сучьями  из собственных лесов, но в некоторых общинах дрова покупали.

## Местные и отхожие промыслы
Основным местным промыслом было ткание нанки на фабриках в Егорьевске и на собственных станках из готовой основы. В 1885 году 288 мужчин и 308 женщин ткали нанку дома, 48 мужчин и 34 женщины работали на фабриках, 63 женщины и 2 мужчины занимались размоткой бумаги. Кроме того в волости насчитывалось 247 бондарей (из которых 206 уходили на заработки) и 147 портных (6 человек уходили на заработки).
Отхожими промыслами занимались 376 мужчин и 18 женщин. Из них 206 бондарей, 71 печник, 6 портных, 5 ткачей, 3 кузнеца, 12 плотников и т.д. Бондари уходили в различные уезды Рязанской губернии, а также в Тамбовскую, Воронежскую, Саратовскую, Московскую и другие губернии. Печники уходили в основном в Московскую губернию.

## Инфраструктура
В 1885 году в волости имелось 5 кузниц, 2 шерстобитки, 1 колесная мастерская, 2 ренсковых погреба, 1 трактир, 3 питейных дома, 5 чайных и 1 мелочная лавки. Школы имелись в селе Воронцове (церковно-приходская) и в деревне Двойнях (земская), кроме того в некоторых общинах были свои учителя.